# آزادی هدایتگر مردم
آزادی هدایتگر مردم (به فرانسوی: La Liberté guidant le peuple)، نام یک نقاشی تمثیلی، در سبک رمانتیسم  از اوژن دولاکروا که در سال ۱۸۳۰ میلادی، با رنگ روغن و بر روی بوم خلق شد.
این اثر یکی از تأثیرگذارترین آثار مربوط به انقلاب ۱۸۳۰ فرانسه است. زنی را نیمه برهنه که سمبل آزادی است به همراه پرچم فرانسه در یک دست و اسلحه‌ای در دست دیگر را در صف اول انقلابیون نشان می‌دهد. وی با پر کردن جای انقلابیون کشته‌شده و نیز با نگاه به سمت چپ خود که به دو قشر جامعه، یعنی قشر بورژوازی که به وسیلهٔ کت و شلوار و کراوات و کلاه استوانه‌ای نشان داده شده و قشر کارگر که به وسیلهٔ شلوار تسمه‌ای و کلاه گرد پشمی نشان داده شده، اشاره می‌شود، جمعیت را به سوی «پیروزی» راهنمایی میکند.
این نقاشی تأثیراتی نیز روی هنر دوران پس از خود داشت. جرج اَنتیل (به انگلیسی: George Antheil) موسیقی‌دان آمریکایی نام سمفونی شماره ۶ خود را پس از دلاکروا (به انگلیسی: After Delacroix) گذاشت و گفته می‌شود خود سمفونی از نقاشی آزادی هدایت‌گر مردم تأثیر گرفته‌است. همچنین این نقاشی تأثیراتی روی مجسمه آزادی داشته‌است.
این تابلو هم‌اکنون، تحت مالکیت موزه لوور قرار دارد.

## خرابکاری در تابلو
در بعد از ظهر روز پنجشنبه ۷ فوریه ۲۰۱۳، زن ۲۸ ساله که در حال بازدید از موزه لوور فرانسه بود با ماژیک قرمز رنگ اقدام به نوشتن کلمه "AE911" به اندازه ۳ اینچ بر روی این تابلو تاریخی کرد. در برخی از منابع رنگ ماژیک سیاه گزارش شده‌است. این زن بلافاصله توسط مسئولین امنیتی بازداشت شد. AE911، نام وب سایتی است که خواستار تحقیقات مستقل در مورد حادثه ۱۱ سپتامبر ۲۰۰۱ و حمله به مرکز تجارت جهانی در نیویورک و پنتاگون است. متخصصین بازیابی بلافاصله شروع به کار کرده و اعلام کرده‌اند که این خرابکاری قابل رفع است.